# Dolon (Fluss)
Der Dolon, französisch le Dolon, ist ein 33,5 km langer linker Zufluss der Rhône in den französischen Départements Isère und Drôme. Er mündet bei Chanas in den Rhône-Seitenkanal namens Dérivation de Péage-de-Roussillon.

## Verlauf
Auf dem ersten Kilometer nach der Quelle durchläuft der Dolon, hier noch ein kleiner Bach, vier Stauteiche, von denen der dritte Étang de l’Amour Blanc („Graskarpfenteich“) und der vierte Étang des Moilles heißt.
Er fließt dann durch ein Tal an der Nordgrenze der Gemeinde Revel-Tourdan und erreicht bei Pact, 3 km nordöstlich von Jarcieu, ein Urstromtal, das am Lac de Paladru beginnt und dessen westlichen Teil er entwässert. Nach Westen hin verschmilzt dieses knapp 200 m über dem Meeresspiegel liegende Tal fast mit dem bei Voreppe beginnenden glazialen „Ur“-Isère-Tal. Bald nach Erreichen des Urstromtals nimmt der Dolon seinen einzigen nennenswerten linken Zufluss auf, den 11,9 km langen Bach Derroy (SANDRE V3320540). Bei Bougé-Chambalude mündet von rechts die Bège (12,8 km, SANDRE V3320580). Oberhalb ihres Zuflusses Grand Rival wird sie Ambroz oder L'Ambre genannt, nicht zu verwechseln mit dem Lambroz, auch Le Lambre (14 km, SANDRE V3320620), der bei Chanas in den Dolon mündet.
Nach Unterqueren der die Rhône begleitenden Autoroute du Soleil und Bahnstrecke Paris–Marseille erreicht der Dolon die hier von Norden kommende 25,7 km lange Sanne (SANDRE V3330500) und setzt deren Richtung fort, um nach einem Kilometer in spitzem Winkel in den Rhône-Seitenkanal zu münden.

## Belege
1. 1 2  https://www.geoportail.gouv.fr/carte
2. ↑  SANDRE V33-0400